# Taubatornis
Taubatornis es un género extinto de ave teratornítida cuyos restos se hallaron en estratos de finales del Oligoceno o inicios del Mioceno en la Formación Tremembé en la cuenca de Taubaté, en el estado de São Paulo, Brasil. La especie tipo es T. campbelli. Es el miembro más antiguo conocido de esta familia, con cerca de 25 millones de años de antigüedad. La presencia de un miembro de esta familia con esta edad apoya la hipótesis de que la familia Teratornithidae se originó en América del Sur.